# Сабурово (Москва, север)
Сабу́рово — деревня к северу от Москвы, рядом с Бибиревом, вошедшая в черту Москвы в 17 августа 1960 года. Впервые упомянута как пустошь в 1623 году. Ныне территория, где располагалась деревня, относится к московскому району Южное Медведково.

## История
Находилась на берегу реки Чермянки (Черемушки), по соседству с деревнями Козеево, Медведково, Юрлово и другими.
Раньше Сабурово было селом с церковью Николая Чудотворца. Располагалось в районе нынешнего Ясного проезда и улицы Молодцова.
До 1954 года существовал Сабуровский сельсовет.
В середине 1960-х годов при строительстве нового района Медведково деревня была почти полностью разрушена за исключением нескольких домов, садов и огородов. При строительстве чётной стороны Ясного проезда («хрущёвки» в 9 и 5 этажей) ещё сохранялись остатки деревни. В середине 1990-х годов в конце Ясного проезда ещё можно было увидеть небольшие деревянные домики, огороженные старым забором по соседству с отделом милиции (Ясный проезд, д. 27), но при строительстве новых высотных домов «лужковских» серий (Ясный проезд д. 25, д. 25, к. 2) маленькая старая улочка и её деревянные дома исчезли. Сейчас можно увидеть старые фруктовые деревья во дворах этих двух высотных домов на детской площадке, а старую улицу обновили и заасфальтировали.
Деревня Сабурово имеется на многих картах Москвы разных времён.